# Xeno Müller
Xeno Müller (Zurique, 7 de agosto de 1972) é um ex-remador suíço campeão olímpico.
Xeno Müller competiu nos Jogos Olímpicos de 1992, 1996 e 2000, na qual conquistou a medalha de ouro em 1996 e prata em 2000 no skiff simples.